# Danganronpa V3: Killing Harmony
Danganronpa V3: Kiling Harmony (Japansk titel: New Danganronpa V3: Minna no Koroshiai Shin Gakki (NEWダンガンロンパV3 みんなのコロシアイ新学期?)) är en visuell roman som utvecklas av Spike Chunsoft. Spelet är det tredje eller fjärde spelet i Danganronpa-serien, beroende på om man räknar med spinoffen Ultra Despair Girls eller inte.

## Spelupplägg
I likhet med de två föregående spelen, Trigger Happy Havoc och Goodbye Despair, är Danganronpa V3 en visuell roman där spelaren löser mordgåtor, mysterier och pussel.

## Utveckling
New Danganronpa V3:s manus skrivs av Kazutaka Kodaka, medan figurdesignen görs av Rui Komatsuzaki.

### Lansering
Spelet gavs ut till Playstation 4 och Playstation Vita i Japan den 12 januari 2017 och lanserades i väst i september samma år. Senare kom spelet även till datorer via Steam.